# Clan Takeda (Aki)
Le clan Takeda Aki est une branche cadette du fameux clan Takeda de la province de Kai, descendant de l'empereur Seiwa (850-880) et du clan Minamoto (Seiwa-Genji). Les Takeda de Wakasa forment une branche cadette des Takeda d'Aki.
Nobumitsu Takeda (1162-1248), fils ainé de Takeda Nobuyoshi (alors chef du clan Takeda), apporte son aide durant la campagne contre Minamoto no Yoshinaka et le clan Taira. Il réprime la révolte de Wada Yoshimori (1213). À l'époque de la révolte de Jōkyū en 1221, il soutient le clan Hōjō et pénètre dans Kyōto. Il reçoit en récompense le titre de shugo (gouverneur) de la province d'Aki.
Nobutake Takeda († 1362) est le dernier shugo des trois provinces de Kai, Aki et Wakasa. Son fils ainé reçoit la province de Kai et Ujinobu, le cadet, les provinces d'Aki et Wakasa.
De l'époque de Muromachi jusqu'à l'époque Sengoku, les Takeda d'Aki gouvernent à la fois les provinces d'Aki et Wakasa, supportent le clan Ashikaga contre la dynastie du Sud et se rangent du côté du clan Hosokawa durant la guerre d'Ōnin (1467-1477).
Leur principale forteresse est le château de Kanayama, construit au sommet des 411 m du mont Takeda par Nobumune Takeda à la fin de l'époque de Kamakura, près de l'actuelle ville d'Hiroshima.
Mais des affrontements avec Mōri Motonari d'Aki entre 1516 et 1523 précipitent la chute du clan. La lignée principale s'éteint avec la mort de Nobuzane Takeda en 1555.
Durant la période Tokugawa, les familles Harada et Yamaguchi, samouraïs du clan Asano (daimyo d'Hiroshima), descendent des Takeda d'Aki. Selon la famille Yamaguchi, les trois forteresses les plus importantes appartenant aux Takeda d'Aki sont le  château de Kanayama (ci-dessus), le château de Kitsune et le château d'Ato (tous dans la province d'Aki).

## Source de la traduction
- (en) Cet article est partiellement ou en totalité issu de l’article de Wikipédia en anglais intitulé « Takeda clan (Aki) » (voir la liste des auteurs).